# Aidalai
Aidalai es el sexto y último álbum de estudio de la banda de pop Mecano, lanzado el 14 de junio de 1991 a través de Sony BMG. Su lanzamiento se hizo en medio de rumores de la separación de la banda debido a las diferencias entre Nacho Cano y José María Cano. Fue su tercera grabación con Ariola Records. El título hace referencia a un juego de palabras: Aidalai → ¡Ay Dalai!

## Edición de España
Aidalai contiene canciones minimalistas como "Sentía", un tipo de música bossa nova en el que la voz de la cantante Ana Torroja se acompaña de solo dos guitarras acústicas y maracas, a otros tan complejos como "Naturaleza muerta", el cual tiene un arreglo de cuerda orquestal complejo. Aun así, también en el álbum hay canciones del estilo propio de tecno-pop del grupo como "El fallo positivo"  sobre el SIDA, con quizás una de los mejores arreglos vocales de Nacho Cano, y "Dalai Lama", que narra la vida del Dalái lama y la invasión del Tíbet por parte de China.
Incluye también "El 7 de septiembre", escrita por Nacho Cano, la cual ganó el premio a la mejor canción del año en España en 1991 y está dedicada a su exnovia, la escritora Coloma Fernández Armero. También incluye "Tú", una canción sensible escrita por José María Cano.
La canción de José María Cano "Una rosa es una rosa" está inspirada en las famosas frases de la escritora Gertrude Stein, "Rosa es una rosa es una rosa es una rosa" y el vídeo ganó en la categoría de "Mejor vídeo nacional del año" en los Premios Ondas y el Premio Lo Nuestro de vídeo del año. Aidalai vendió 1 000 000 copias en España y 3 500 000 en todo el mundo.
La versión en vinilo, por razones de espacio, sólo trae 10 canciones: no incluye los temas "El fallo positivo","El lago artificial" y "El peón del Rey de negras".

## Listado de canciones[4]
1. "El fallo positivo" – (Ignacio Cano) - 4:03
2. "El uno, el dos, el tres" – (José María Cano) - 4:43
3. "Bailando salsa" – (José María Cano) - 4:12
4. "El 7 de septiembre" – (Ignacio Cano) - 5:03
5. "Naturaleza muerta" – (José María Cano) - 5:05
6. "1917 (Instrumental)" – (Ignacio Cano) - 4:16
7. "Una rosa es una rosa" – (José María Cano) - 4:51
8. "El lago artificial" – (Ignacio Cano) - 3:56
9. "Tú" – (José María Cano) - 4:19
10. "Dalai Lama" – (Ignacio Cano) - 5:33
11. "El peón del rey de negras" – (José María Cano) - 4:52
12. "J.C." – (Ignacio Cano) - 4:23
13. "Sentía" – (José María Cano) - 3:29
14. "El 7 de septiembre (versión acústica)" – (Ignacio Cano) - 4:36  (solo en la edición de 2005)

## Edición de Italia
Esta edición fue publicada simultáneamente con la de España y la de Francia. Tiene una duración de 57 minutos y 2 segundos. Incluye 6 pistas en italiano y el resto en español. Las adaptaciones estuvieron hechas por B. Bonezzi Y M. Luberti.

### Listado de canciones
1. "Responso positivo" (El fallo positivo) – 4:03
2. "El uno, el dos, el tres" – 4:43
3. "Bailando salsa" – 4:12
4. "Il 7 di settembre" (El 7 de septiembre) – 5:03
5. "Anna e Miguel" (Naturaleza muerta) – 5:05
6. "1917" (Instrumental) – 4:16
7. "Una rosa è una rosa" (Una rosa es una rosa) – 4:51
8. "El lago artificial" – 3:56
9. "Tu" (Tú) – 4:18
10. "Dalai Lama" (Versión italiana) – 5:33
11. "El peón del rey de negras" – 4:53
12. "J.C." – 4:23
13. "Sentía" – 3:29

### Sencillos
- Tu/Tú (1991)

## Edición de Francia
Fue publicada simultáneamente con la de España y la de Italia. Tiene una duración de 1 hora y 22 segundos. Incluye 7 canciones en francés, 6 en español y una instrumental. Fue publicada por BMG Musique en Quebec, Canadá. Sus adaptaciones estuvieron hechas por Luc Plamondon, D. Burgard, M. Penalva y U. Moreau.
1. "Dis-moi lune d'argent" (Hijo de la Luna) – 4:20
2. "El fallo positivo" – 4:03
3. "Une histoire à trois" (El uno, el dos, el tres) – 4:43
4. "J.C." (French version) – 4:23
5. "Bailando salsa" – 4:12
6. "Dalai Lama" – 5:33
7. "Toi" (Tú) – 4:18
8. "Le 7 septembre" (El 7 de septiembre) – 5:03
9. "Una rosa es una rosa" – 4:53
10. "Le paradis artificiel" (El lago artificial) – 3:56
11. "Nature morte" (Naturaleza muerta) – 5:05
12. "1917" (instrumental) – 4:16
13. "El peón del rey de negras" – 4:53
14. "Sentía" – 3:29

### Sencillos
- Dis-Moi Lune D'Argent/Hijo de la Luna (1991)
- Nature morte/Naturaleza muerta (1991)
- Toi/Tú (1991)
- Dalái lama/Le 7 Septembre (1991)

## Posicionamiento

### Listas de álbumes
| #  | Lista                                                  | Posición más alta | Fecha                   |
| -- | ------------------------------------------------------ | ----------------- | ----------------------- |
| 1. | Productores de Música de España (España, edición 1991) | 1                 | 10 de junio de 1991     |
| 2. | Schweizer Hitparade (Suiza)                            | 29                | 15 de noviembre de 1991 |
| 3. | Lista de álbumes de España (2.ª edición)               | 32                | 1 de septiembre de 2005 |